# Diskret komponent
Diskret komponent är en enskilt kapslad elektronisk komponent. Komponenten kopplas ihop med andra komponenter för att få önskad funktion.
Exempel på diskreta komponenter är resistorer, kondensatorer, spolar, dioder, transistorer, tyristorer.
Motsatsen till diskreta komponenter är integrerade kretsar.